# 發一組

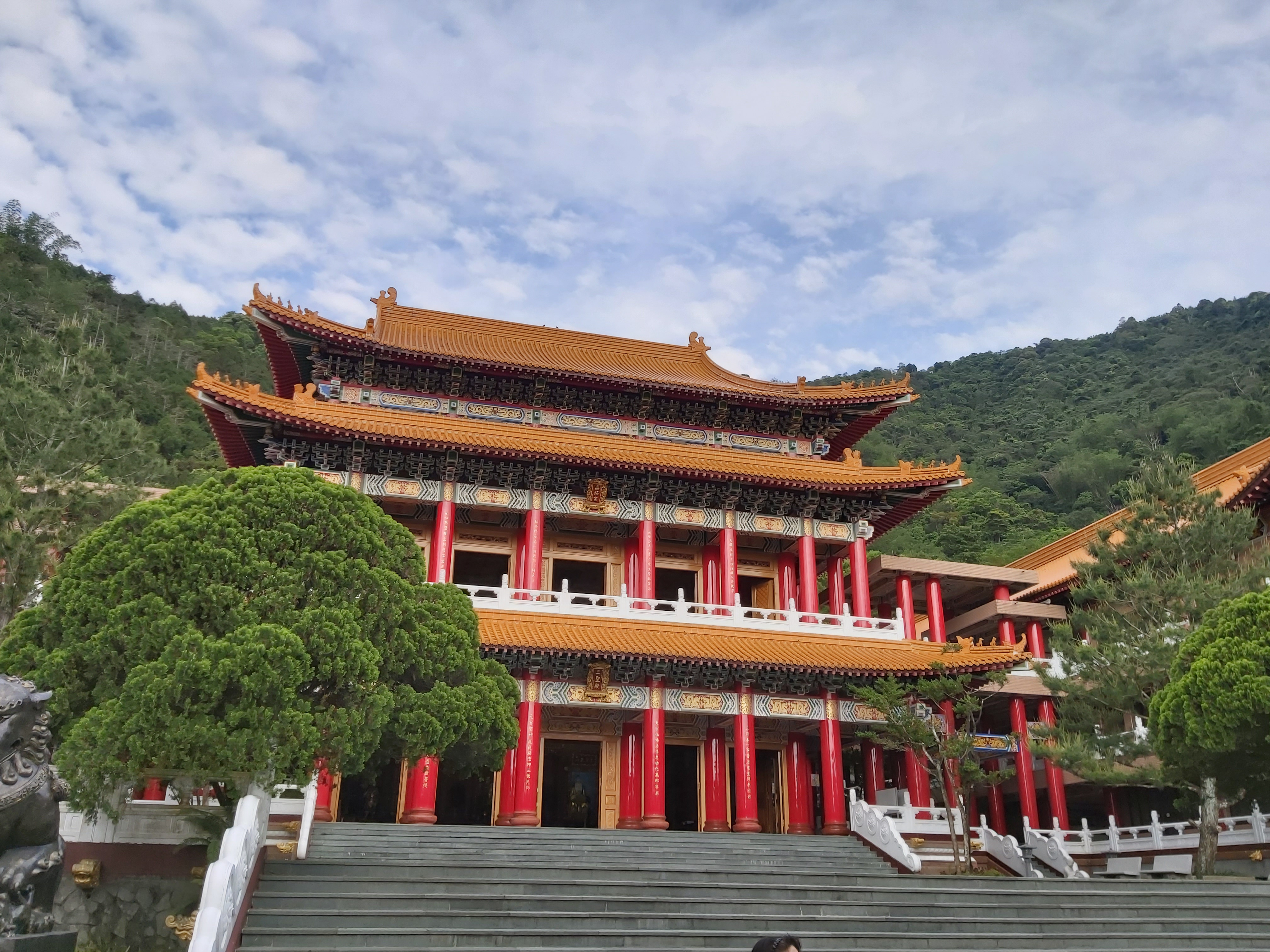
發一組道務中心：天元佛院

發一組是一貫道在臺灣傳播的十八組線之一，由韓恩榮老前人創建，母壇為天津同興壇。道務中心在南投縣埔里鎮天元佛院。韓恩榮歸空後，續留該組的支線由發一崇德支線的陳鴻珍前人領導，在她歸空後則各自發展，仍以天元佛院為聯繫中心。:45
該組是十八組線中較有系統架構的宗教組織，亦是一貫道中知識份子最多的一組。:10

## 名稱

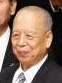
韓萬年

依據韓恩榮之子:53韓萬年點傳師所述，「發一」這個名稱是1947年左右，部分中國人民對一貫道產生反感，師母孫素貞於是將師尊張天然用的求道願文中「一貫大道」改為其他名稱，天津地區被改為「發一大道」，取「發揚一貫」之意。「發一」名稱在今日的臺灣，雖依然可作為母壇位居天津的諸支線代稱，但已演變成為「同興壇」到臺教徒發展的支線專稱。:46

## 歷史
同興壇由韓恩榮在1939年於其經營的天津大德隆染織廠內開設，距離張天然在天津的「天真總壇」甚近，所以逐漸成為天津地區道務推展核心。:57-581939年夏，後來發一靈隱的創建前人李鈺銘在同興壇入道；次年發一崇德創建前人陳鴻珍在天津明德壇入道，後來多在同興壇辦道:59。1947年初，韓恩榮在同興壇神職人員的聚會上提起到臺傳道事宜，劉振奎前人等人率先前往臺灣，次年韓恩榮亦前往臺灣:72。1947、48年間，約有20餘名神職人員來臺:73。
初到臺灣的發一組人員由韓雨霖領導，在台北市東門市場經營「同德商行」維生並居住在該店內。1949年6月，來自雲林縣斗六的李清賀在斗六車站旁買了一幢建築經營「青年照相館」，在其內設立發一組在臺首間佛堂，後因「官考」而先後遷至太和旅社、斗六崇修堂。:52-53
韓恩榮歸空後，續留發一組的支線由陳鴻珍領導；陳鴻珍歸空後，則各自發展，仍以天元佛院為橫向聯繫中心。:452011年，無極老母降壇指示「發一組受命者是兒萬年」，韓萬年依此成為發一組第三代領導人。韓萬年是韓恩榮之子，1948年隨其父赴臺傳道。此處所謂「受命者」是領有「天命」的意思，領有「天命」的人被發一組認為是最高領導者，代理無極老母行使權力。:73-74

## 支線
發一組在一貫道十八組線中是較有系統架構的宗教組織，亦是一貫道知識份子最多的一組:10。
發一組分為十二個單位，其下有發一崇德、發一靈隱、發一天元、發一天恩四個較大的支線，及發一光耀、發一德化、發一同義、發一慈濟、發一慈法、發一慧圓（慧音）六個較小的支線。:45     與發一晉德、發一奉天，共十二個單位(整)。

### 發一崇德

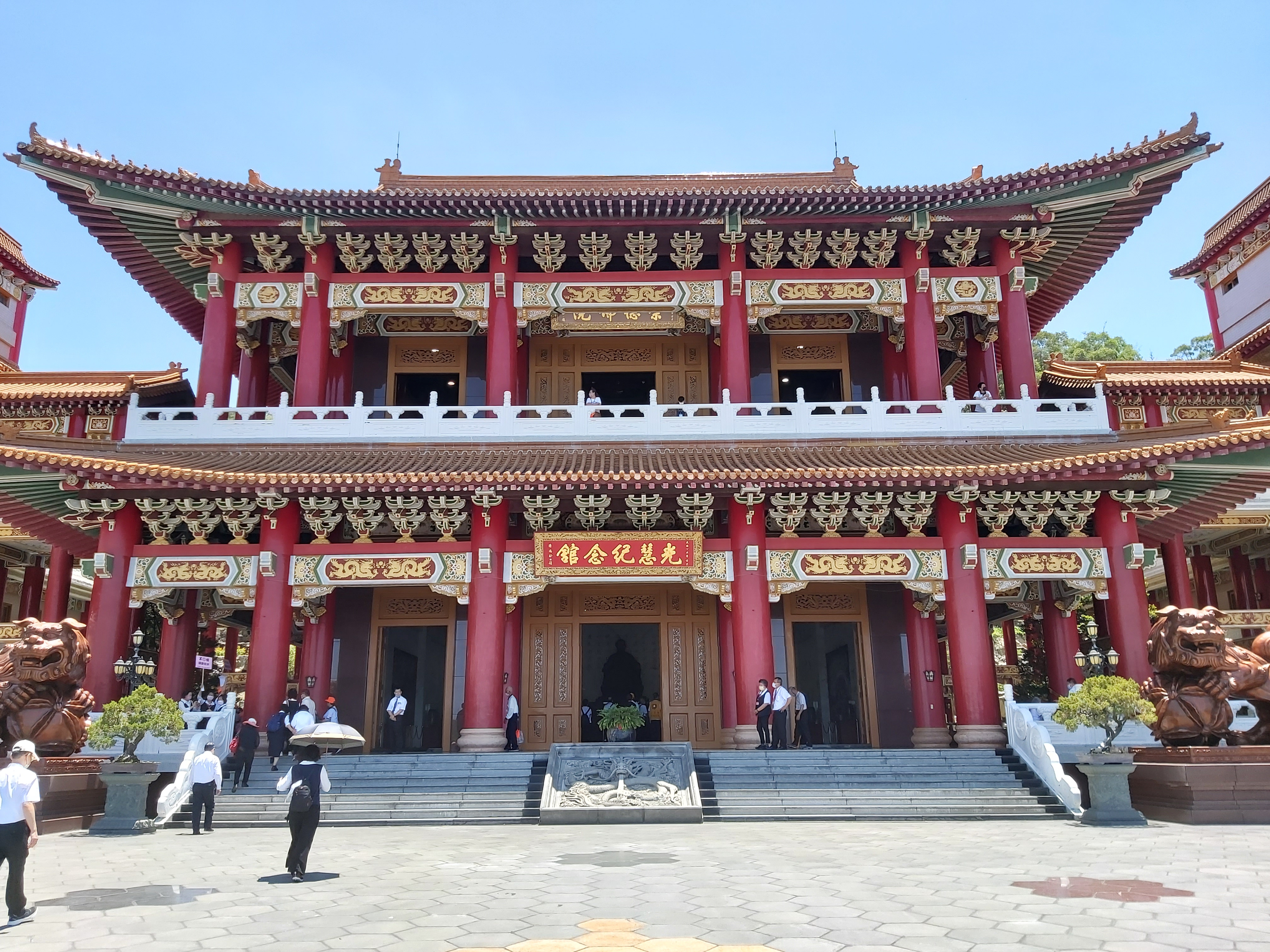
發一崇德總道務中心光慧文教館

崇德支線是發一組十一條支線中較大四者之一，亦是發展中最具規模的一條支線。其發跡於雲林道場。:10
發一崇德的起源奠基於陳鴻珍整合鸞堂信仰，由其帶領親信擴展傳道版圖，後續韓恩榮逝後，韓左右因相信陳鴻珍獲得天命，而加入發一崇德，壯大其聲勢。韓、陳初至臺灣時，屢遭阻礙，斗六崇修堂鸞堂堂主林書昭改信一貫道後，主動提供該堂作為傳道基地。:63陳鴻珍復親手栽培賴毓秀（賴阿秀）、劉靜修（劉阿秋）、何束系、林麗珠、方吳慶五名點傳師，前四人均為雲林縣斗六市人，今日分別領導發一崇德雲林道場六和區、彰興區、祥和區、嘉南區道務。:66何束系宮是引渡林佳桃的點傳師，林佳桃一派佛堂。:73方吳慶則領導發一崇德中興道場和美區道務。

發一崇德組線早期透過陳鴻珍與各點傳師間一條線式聯繫。1980年因臺北道場三才公開證稱其仙佛附身為假，陳鴻珍及三才、仙佛批訓之真實性遭到道內知識分子很大質疑，陳鴻珍於是展開改革，將發一崇德制度化，建立「忠義字班十組」制度（義字班負責學界道務，忠字班負責道場各區道務，各公共佛堂下設十組以綜理道內庶務）。另外，陳鴻珍也設立「三界一元制」，社會界主一般道務，學界主大專院校道務，青少年界主國高中道務之發展。:93-99